# Olaszország sörgyártása
Az olasz sör több nagyobb sörgyár és kézműves sörfőzdék terméke. A sör nem tartozik a hagyományos olaszországi italok közé, de az 1970-es évek óta egyre nagyobb népszerűségnek örvend és pizza mellé is egyre többen ezt az italt fogyasztják.
Az olaszok sörfogyasztása évi 30 liter körül van fejenként, ami jócskán elmarad az európai átlagtól, de a sör azért náluk is népszerű ital. Már a Római Birodalomban is sokan kedvelték, és a kora középkorban is több apátságban főztek sört, a következő évszázadokban mégis inkább a borkészítés terjedt el. A leghíresebb olasz sörmárkákat csak a 19. században vagy még később alapították, egy részük azonban ma már a világ számos országába exportálja termékét sőt, a 21. század elején divatba jött kis kézműves sörfőzdék száma már az ezret is meghaladja az országban.

## A sör története a mai Olaszország területén
A mai Olaszország területére valószínűleg az etruszkok hozták be a sör legfontosabb alapanyagát, az árpát, bár pevakh nevű, sörhöz hasonló italukat rozsból és búzából is készítették. A Római Birodalomban a sör már elterjedt italnak számított, igaz, fogyasztását legtöbben „pogány és plebejus” szokásnak tartották, szembeállítva a „isteni és nemes” boréval, sőt, Tacitus a „germánok sörét” egyenesen „vinus corruptushoz”, azaz romlott borhoz hasonlította. Apósa, Cnaeus Iulius Agricola viszont Glevumból (ma Gloucester) három sörfőzőmestert hívott Rómába, és villájában saját magánfőzdét alapított, Augustus császár pedig azért mentesítette az orvosokat az adófizetés alól, mert Antonius Musa nevű orvosa (egyes feltételezések szerint sörrel) kigyógyította őt májbetegségéből. Később azonban a Rómát feldúló barbárok a sörfőzdéket is elpusztították.
A középkorból csak néhány elszigetelt feljegyzés maradt meg, amelyek sörfőzésről tanúskodnak. Az 529 és 543 közötti időszakról például az szerepel kéziratokban, hogy a Nursiai Szent Benedek által alapított Monte Cassinói apátságban már főztek sört: ez lehetett az első apátsági sörfőzde a mai Olaszországban, de talán a világon is. A 7. század elején Bobbióban apátságot alapító ír származású Szent Kolumbánról is azt tartják a legendák, hogy a sörrel több „csodatételt” is véghezvitt. A következő évszázadokban a déli vidékeken azonban nem terjedt el a sörfőzés, mert legtöbben továbbra is a bort részesítették előnyben, míg a sört az északi pogányok italának tartották. Ennek természetesen klimatikus okai is vannak, hiszen mediterrán viszonyok között a bort könnyebb hosszabb ideig tárolni. Északon viszont jobban fogyott a sör, főleg a férfiak körében, mivel a nők csak orvosi felügyelet mellett fogyaszthatták. 1494-ben újabb lökést adott az ital népszerűségének, hogy Miksa német király (későbbi német-római császár) és Sforza Bianka Mária esküvőjén Milánó összes lakosának egy korsó sört ajánlottak fel.

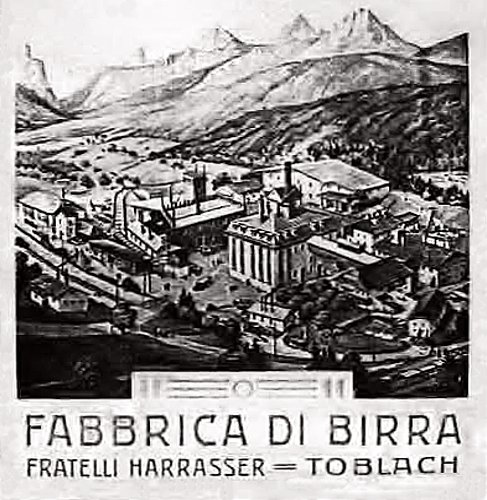
Régi kép a dobbiacói sörgyárról

Az első modern értelemben vett olasz sörfőzdét 1789-ben nyitotta meg Giovanni Baldassarre Ketter az akkor még a Szárd Királyság részét képező Nizzában. Két évvel később Giovanni Debernardi engedélyt szerzett, hogy egész Piemont területén sört árusíthasson, 1814-re pedig a sörkereskedelem akkora jelentőséget ért el, hogy a Savoyaiak már adót is vetettek ki rá. A chiavennai Spluga nevű főzde 1840-ben kezdte meg működését, majd hamarosan, főként az új piacban új lehetőségeket látó külföldieknek (például az osztrák Franz Xaver Wührernek, a Dreher családnak, Heinrich von Wunsternek, Carlo Metzgernek és a lengyel Paszkowskinak) köszönhetően, számos további nyílt meg. Őket egyre több olasz vállalkozó is követte (közülük többen olyanok, akik addig jéggyártással foglalkoztak): néhány évtizeden belül megjelent a Menabrea, a Peroni (mindkettő 1846-ban) és a Birra Moretti (1859), később pedig több, máig ismert márkanév. A komló elterjesztésében Gaetano Pasqui játszott úttörő szerepet, aki, miután 12 évig külföldről behozott komló felhasználásával gyártott sört, 1847-ben saját ültetvényt hozott létre, és fejlesztette is a növény termesztési módszereit.
1890-re már 140 helyen gyártottak sört Olaszországban, a jó minőségű forrásvízből, a magas hegyek közelsége miatti könnyebben elérhető hűtési lehetőségekből és az osztrák jelenlétből eredően majdnem mind az északi országrészben. A termelés elérte a 161 000 hektolitert, ami mellé további 50 738 hektolitert importáltak is. Egy forrás szerint ezután tíz év alatt újabb 150 főzde jött létre, ezúttal már délebbi területeken is, más forrás viszont azt írja, a következő 20 év alatt 9-cel csökkent a főzdék száma, igaz, a megmaradók növekedni és terjeszkedni kezdtek. A tulajdonosok, hogy importfüggőségüket csökkentsék, ettől az időszaktól kezdve saját árpaföldeket is létre kezdtek hozni, Avezzanóban pedig megépítették az első olasz malátaüzemet. 1907-ben a milánói Emilio Villa kezdeményezésére megalakult a Söriparosok Uniója (Unione degli Industriali della Birra) is, a mai AssoBirra (Associazione degli Industriali della Birra e del Malto, azaz a Sör- és Malátaiparosok Szövetsége) elődje.
Az egyre nagyobb mértékű termelés az árakat is lefelé nyomta, ami tovább erősítette a keresletet, így 1910-re már a belföldi 598 315 hektoliteresre növekvő termelést a korábbi 24%-kal szemben csak 13%-ot jelentő (bár abszolút értékében így is növekvő) 85 934 hektoliter importtal kellett kiegészíteni. Az első világháború jelentős visszaesést hozott, de a helyzet hamar normalizálódott: igaz, hogy 1920-ra az olasz főzdék száma 58-ra csökkent, a termelés elérte az 1 157 024 hektolitert, az import pedig szinte teljesen megszűnt. Ebben az időszakban emelkedett ki a többi közül a bresciai Wührer, a trieszti Dreher, a firenzei és római Paskowski, a Peroni család tulajdonában levő nápolyi Birrerie Meridionali, a feltrei Pedavena, az Induno Olona-i Poretti, az udinei Moretti és a bergamói Von Wunster, de viszonylag jelentős szerepet játszott még a biellai Menabrea, a Cagliariban alapított Ichnusa, az anconai Cagnacci, a Castel di Sangró-i Birra d'Abruzzo, a perugiai Dell’Orso&Sanvico, a maceratai S. Giusto, a borgomanerói Ghione&Pogliani, a torinói Bosio&Caratsch, a livornói F.lli Di Giacomo, a milánói Brennero, a tarantói Raffo és a meranói Forst.

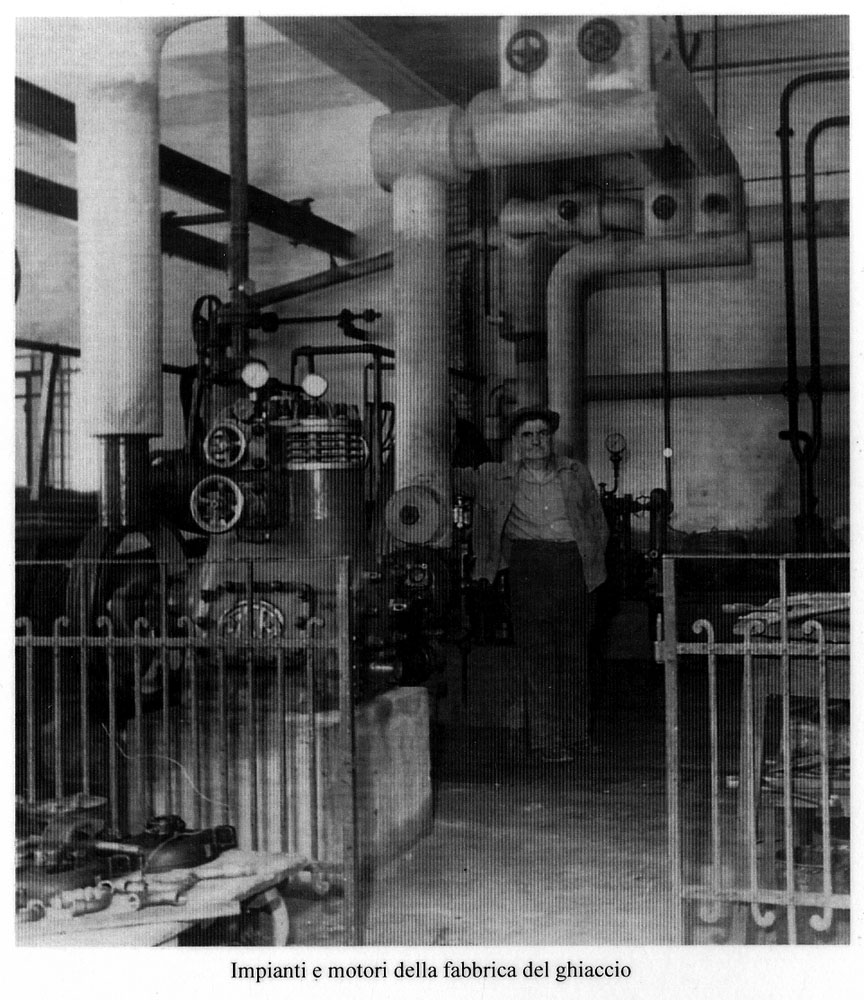
A perugiai sör- és jéggyár

1925-re a termelés 1,57 millió hektoliterre emelkedett, az import pedig 30 ezerre. A fejenkénti fogyasztás elérte az évi 3,5 litert, ami ugyan még mindig elenyésző volt az évi több mint 150 literes borfogyasztáshoz képest, de a folyamatos növekvés miatt a bortermelők aggódni kezdtek saját termékük esetleges piacvesztése miatt. Erős lobbizásuknak köszönhetően 1927-ben elfogadták az úgynevezett Marescalchi-törvényt, amelynek célja látszólag a mezőgazdaság fejlesztése volt, valójában azonban a sörgyártókra nézve hátrányos rendelkezéseket tartalmazott. Kötelezővé tette például a sörökhöz 15%-nyi rizs felhasználását (amitől a minőség enyhén ugyan, de romlott), hektoliterenként 40 lírás különadót vetett ki az italra, külön engedélyhez kötötte az alacsony alkoholtartalmú italok (így a sör) árusítását, ráadásul a kiskereskedelemben csak sörözőkre, bárokra és vendéglőkre korlátozta azt, miközben az akkoriban népszerű „vini e oli” („borok és olajok”) típusú üzletekben csak nagy ládánként engedélyezték az árusítást. A hatás nem maradt el: az árak megemelkedtek, a sörfogyasztás jelentősen visszaesett, a termelés 1930-ban mindössze 672 000 hektolitert ért el 30 000 hektoliteres behozatal mellett. A gyárak száma 45-re csökkent, és ez a 45 megmaradt gyár is a túlélésért küzdött, többek között dolgozók elbocsátására is kényszerültek. A válságra azt a megoldást találták, hogy összefogva felosszák egymás között a piacot, a legsúlyosabb helyzetben levő főzdéket felvásárolják, és a termelést kevesebb központba szervezzék át. Rövid idő múlva azonban olyan verseny alakult ki köztük, amelyet kihasználva a kiskereskedők egyre több és egyre irreálisabb mértékű kedvezményt kezdtek követelni a gyártóktól, akik 1933-ban újra összefogásra, és egy, a kedvezményeket szabályozó szerződés megalkotására kényszerültek. Ebben az időben indították el a gyártók az első közös reklámkampányukat is, amelynek jelmondata a következő volt: „Chi beve birra campa cent’anni”, azaz „Aki sört iszik, 100 évig él”. A helyzet lassan kezdett javulni, de 1940-re is még csak a 814 638 hektolitert érte el a termelés, az egy főre eső fogyasztás pedig (a népességnövekedésnek is köszönhetően) évi 1,6 literre csökkent. A kormány által kivetett védővám hatására viszont szinte teljesen megszűnt az import, ami jót tett a belföldi gyártóknak.
A második világháború végére a berendezésekben esett károk és az alapanyaghiány miatt az összes sörgyár leállni kényszerült. A béke elérkeztével lassan, de biztosan azonban újra beindult a növekedés, sőt, 1950-re a termelés már újra meghaladta a másfélmillió hektolitert, a fejenkénti fogyasztás pedig a 3,28 litert. A következő évtizedben (főként a nyári időjárástól függően) 1,5–2 millió hektoliter között ingadozott a termelés, az import pedig alig tett ki 2%-ot. Ezekben az időkben a sört az emberek egyszerű szénsavas üdítőnek tekintették, és szinte kizárólag a márciustól szeptemberig tartó időszakban fogyasztották, a gyárak télire le is álltak, és karbantartási munkálatokat végeztek bennük. 1960-tól kezdve, többek között a hűtőszekrények elterjedésének köszönhetően azonban a sör „valódi élelmiszerré” vált Olaszországban, és sokan családi körben is fogyasztani kezdték. Ennek köszönhetően a termelés tíz év múlva már 6 millió hektoliterre, a fejenkénti fogyasztás pedig évi 11,5 literre nőtt. 1975-re 8 millió hektoliteres gyártás mellé további 570 000 hektoliter érkezett be külföldről, azonban ez az év a begyűrűző gazdasági válság miatt hirtelen 19,5%-os visszaesést hozott a hazai gyártásban, miközben az import 40%-kal nőtt. Ebben a gazdasági válsággal sújtott időben a gyártásra kivetett adót is 50%-kal növelték, ami áremelkedést okozva ugyancsak visszavetette a fogyasztást, így öt évnek is el kellett telnie, mire újra elérte a válság előtti szintet. És míg néhány évtizede még elterjedt vélekedés volt az olaszok körében, hogy a sört is a többi üdítőhöz hasonlóan valamiféle szirupokból készítik, erre az időszakra már egyre többekben tudatosult a sör valódi mibenléte.
A lassú növekedés ezután is folytatódott, az 1990-es évek közepére a fejenkénti sörfogyasztás elérte az évi 27 litert, és a 12 millió hektoliteres belföldi termelés mellett az import is jelentősen, 3,15 millió hektoliterre nőtt.
A 20. század végétől kezdve a 18 nagy olasz gyártó többsége külföldi tulajdonba került, egyedül a Forst maradt meg családi tulajdonban.

## Nagyobb sörgyártók

### Peroni

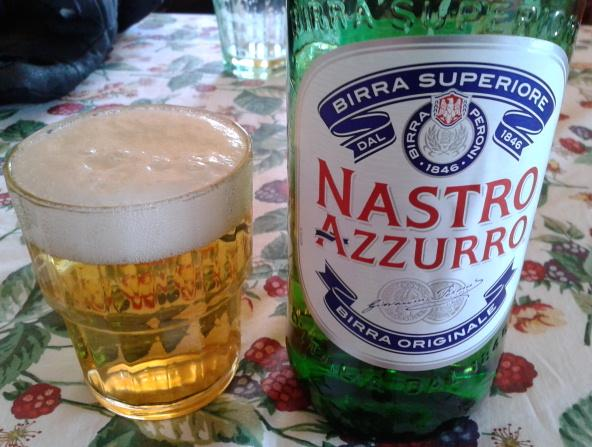
A Peronihoz tartozó Nastro Azzurro márka

1846-ban alapította Giovanni Peroni. Első főzdéje Vigevanóban működött, majd 1864-ben Rómába helyezte át tevékenységét. 1905-ben a Peroni család tagjai honosították meg a Németországból behozott alsó erjesztéses eljárást. Az első világháború után számos kisebb sörfőzdét felvásároltak, majd a második világháborút követően újabb gyárakat is nyitottak, néhányat pedig bezártak. 1963-ban hozták létre a Nastro Azzurro márkát, amely ma a külföldön legnagyobb mennyiségben eladott olasz sör. 2003-ban a céget felvásárolta a dél-afrikai SABMiller. Ma Rómán kívül Padovában és Bariban működik gyáruk, ők gyártják a Raffo sört is.

### Birra Moretti
Udinében alapította 1859-ben Luigi Moretti, de első terméke csak egy évvel később került forgalomba. Kezdetben a helyi igények kielégítésére törekedtek, majd terjeszkedni kezdtek. Legismertebb reklámarcuk egy söröskorsót tartó bajuszos ember, akire 1942-ben bukkant rá véletlenül egy kocsmában az akkori tulajdonos, a fényképezéssel is foglalkozó Lao Menazzi Moretti. Későbbi reklámokban több híres színész is eljátszotta a bajszos ember szerepét. 1996-ban a céget felvásárolta a Heineken, akik a bezárt udinei gyár helyett már négy saját olasz gyárukban, Asseminiben, Comun Nuovóban, Massafrában és Polleinben állítják elő a Birra Morettit. 2004-re ez vált Olaszország legnagyobb mennyiségben eladott lager típusú sörévé.

### Ichnusa

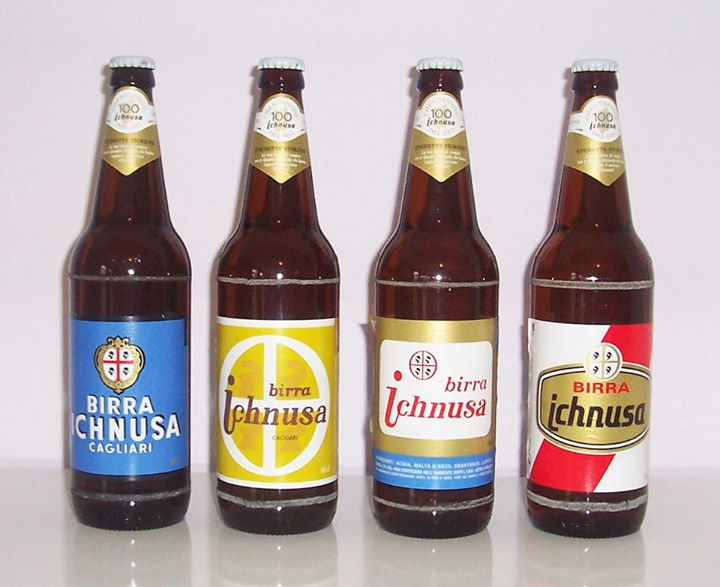
Gyűjtemény az Ichnusa régi címkés üvegeiből

Az Ichnusát, melynek neve Szardínia szigetének görög nevének (Υκνούσσα) latin változatából ered, 1912-ben alapították Cagliariban. 1963-ban indult az a terv, amely négy évvel később a közeli, ásványvizekben gazdag Asseminiben vezetett új telep nyitásához, ahol Olaszországban elsőként alkalmaztak függőleges, kúpos aljú hengeres erjesztőtartályokat. 1986-ban az Ichnusát is felvásárolta a Heineken. 2002-ben jelent meg a Speciale, 2012-ben pedig az alapítás százéves évfordulójára a pasztőrözetlen, Cruda nevű változat.

### Forst
A Forst a legjelentősebb olasz sörmárka azok közül, amelyeket nem vásárolt fel egy multinacionális cég. A német alapítású sör neve annak a településrésznek, a Lagundo községhez tartozó Forestának a német nevéből (Forst) származik, ahol gyártják. Johann Wellnofer és Franz Tappeiner 1857-ben alapította meg első főzdéjét, amely hat év múlva ahhoz a Joseph Fuchshoz került, akinek családja ma is birtokolja, és aki a ma is működő gyárat felépíttette. A termelés folyamatosan nőtt, a technológia fejlődött (többek között sziklába vájt erjesztőpincéket is létrehoztak), a 20. század végére elérték a 700 000 hektoliteres évi mennyiséget. Ma a Forst főzde állítja elő a Menabrea nevű sört is.

### Poretti

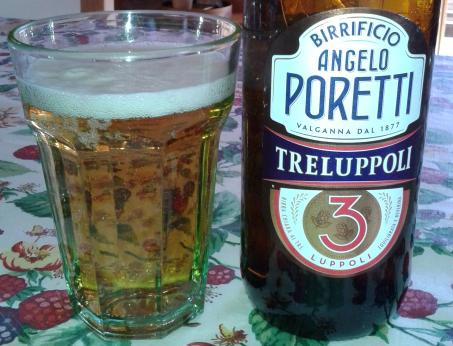
A Poretti 3-komlós változata

A Poretti sörgyárat a korábban Bajorországban és Csehországban dolgozó Angelo Poretti alapította 1876-ban Induno Olonában, ahol 1877 decemberében elkészült Olaszország első pilzeni típusú söre. Unokái 1905 és 1912 között bővítették a gyárat, ami az 1929-es válság hatására hanyatlani kezdett, végül 1939-ben az mentette meg, hogy a Bassetti család felvásárolta. Az 1973-as olajválság ismét visszavetette a fejlődést. 1982-ben a gyár részvényeinek felét megvásárolta a dán Carlsberg csoport, majd 1998-ban újabb 25%, végül 2002-ben a fennmaradó negyedrész is a multinacionális cég kezeibe került. Többféle terméküket elsősorban az alapján különböztetik meg, hogy hányféle komlót tartalmaz: ez a szám 3-tól 10-ig terjed.

### Dreher
Dreher Antalnak volt sörgyára Triesztben, melyet 1870-ben vásárolt meg. A Dreher márka olasz területen történő térhódítása innentől eredeztethető. Mára Olaszországban népszerű védjegy, amit a Dreher Sörgyárak Zrt.-vel konkurens cégcsoport a Heineken forgalmaz.

## Kézműves sörök
Bár kisebb, a mai kézműves főzdékhez hasonló vállalkozások korábban is létrejöttek (például 1983-ban a sorrentói St. Josef, 1988-ban az arcói Oro Brau, 1993-ban a szardíniai IBS és a Vaglio Serra-i Aramini, vagy 1995-ben a meranói Greiter), mégis az 1996-os év jelenti a kézműves sörök történetének igazi kezdetét. Néhány hónap alatt megalakult a nagy jelentőségű Birrificio Italiano, a Lambrate és a Baladin főzde, ezeket pedig országszerte egyre több követte. 2016 nyarán a különböző nyilvántartások szerint mintegy 1050–1150 kis sörfőzde működött Olaszországban. Majdnem mindegyik a 21. században nyílt meg, a legtöbb Lombardiában található, viszont Valle d’Aosta, Molise és Basilicata régiókban alig működik néhány. Termékeik között a legkülönfélébb módon készített és ízesített sörök is megtalálhatók.

## Jogi szabályozás
Olaszországban az 1962. augusztus 16-i, 1354. számú, azóta számtalanszor módosított törvény szabályozza a sörrel kapcsolatos kérdéseket. Eszerint a sör (birra) megnevezés kizárólag az árpa vagy búza malátájából, a Saccharomyces carlsbergensis vagy a Saccharomyces cerevisiae fajokat élesztőnek használva erjesztett italokat illeti meg. A söröket az erjedés előtti lé cukortartalma, azaz Balling-fok és a késztermék alkoholtartalma alapján csoportosítja: eszerint „birra analcolica” az, amelynek Balling-foka 3 és 8 között, alkoholtartalma 1,2% alatt van, „birra leggera” típusú az, amelyik 5 és 10,5 közti Balling-értékkel és 1,2–3,5%-os alkoholtartalommal rendelkezik, egyszerűen „birra” szóval pedig az efeletti értékekkel bíró italok jelölhetők, ezen belül is használható a „birra speciale” megnevezés, ha a Balling-fok legalább 12,5, és a „doppio malto”, ha legalább 14,5. A jogszabály az összetevőkkel kapcsolatban csak annyit ír elő, hogy nem lehetnek mérgezőek vagy károsak, de a részletesebb meghatározást az Egészségügyi Minisztérium rendeletére bízza. A törvény megszabja, hogy gyártás során használt eszközöknek, tartályoknak és a késztermék csomagolásának milyen tisztasági előírásoknak kell megfelelniük, és hogy milyen fémek és egyéb anyagok nem oldódhatnak ki belőlük. Előírja, hogy a kereskedelmi forgalomba hozott sör csomagolásán szerepelnie kell a márkanévnek, a gyártó nevének és székhelyének is, és míg a palackok és dobozok térfogata csak 20, 33, 34, 50 vagy 66 centiliter lehet, addig a hordóké bármekkora. A feltüntetett térfogattól mérettől függően legfeljebb 3,8–5%-os eltérés megengedett.
A kézműves sör definícióját 2016-ban rögzítették először jogszabályban, amikor a törvényt kiegészítették a következő meghatározással: kézműves sörnek a „kis, független” főzdék olyan termékét minősítik, amelyeket a gyártás során nem vetettek alá sem pasztörizációnak, sem mikroszűrésnek. Itt független főzdének azt nevezik, amely tulajdonosi körét tekintve elkülönül bármely más főzdétől, más eszközöket használ és nem mások licence alapján gyárt, kis főzdének pedig azt, amelynek éves termelése nem haladja meg a 200 000 hektolitert. A pasztörizálás és a mikroszűrés pontos technológiai meghatározása azonban hiányzik belőle, amiért kritikák is érték a jogszabályt.

## Statisztikai adatok
A 19. század második felében egyesült Olaszország sörtermelése és -fogyasztása a következőképpen alakult:
| Év        | Termelés (millió hl) | Fogyasztás (l / (év × fő)) |
| --------- | -------------------- | -------------------------- |
| 1890      | 0,161                | n. a.                      |
| 1910      | 0,598                | n. a.                      |
| 1920      | 1,157                | n. a.                      |
| 1925      | 1,569                | 3,5                        |
| 1930      | 0,672                | 1,64                       |
| 1940      | 0,815                | 1,6                        |
| 1950      | 1,549                | 3,28                       |
| 1951–1959 | 1,5–2,0              | 3–4                        |
| 1970      | 6                    | 11,5                       |
| 1974      | 8                    | 16                         |
| 1975      | 6,465                | n. a.                      |
| 1995      | 11,99                | 27                         |
| 2000      | 12,575               | 28,1                       |
| 2008–2014 | 12,8–13,5            | 29–30                      |

A belföldi termelés több mint felét a Heineken és a Peroni csoporthoz tartozó gyárak állítják elő. 2014-ben a termelt 13,52 millió hektoliterből közel 2 millió hektoliter exportra is jutott (ennek 76%-a az Európai Unió országaiba irányult), míg az import meghaladta a 6,2 millió hektolitert. Ugyanebben az évben a söripar 4950 dolgozót foglalkoztatott közvetlenül a gyárakban, 17 200-at indirekt módon (többek között a mezőgazdaságban, a logisztikában, a csomagolásban, valamint a média és marketing területén), valamint kiterjesztett értelemben (leginkább a vendéglátásban) további 113 850 ember foglalkoztatásában játszott szerepet.
2000-ben a különböző nemeken és korosztályokon belül így alakult a sörfogyasztók aránya:
| Korcsoport | Sörfogyasztó férfiak aránya | Sörfogyasztó nők aránya |
| ---------- | --------------------------- | ----------------------- |
| 14–17 év   | 40,7%                       | 25,1%                   |
| 18–24 év   | 71,8%                       | 44,2%                   |
| 25–44 év   | 75,2%                       | 47,6%                   |
| 45–64 év   | 62,4%                       | 32,9%                   |
| 65–74 év   | 41,8%                       | 15,9%                   |
| 75– év     | 22,8%                       | 8,7%                    |

A férfiak mintegy 2,1%-a, a nők 0,3%-a napi legalább fél liter sört megiszik, a napi legalább egy litert elfogyasztók aránya pedig 0,40 illetve 0,08 százalék. A sör több mint egyharmada a három nyári hónapban fogy (azon belül is a legtöbb júliusban), míg a téli fogyasztás ennek körülbelül fele. A legkedveltebb csomagolás a 66 centiliteres. 2015-ben a fogyasztás 43%-a a vendéglátásban generálódott, ahol az átlagos literenkénti ár elérte a 9 eurót, míg 57% a kiskereskedelemben, ahol az átlagár 1,8 euró volt.
A sört Olaszországban magas adók terhelik, egy hektoliterre 2015 januárja óta 35,6 eurós jövedéki adót számítanak fel, így egy 1 euróért történő vásárlásból az áfával együtt 46 cent jut az államnak. Így a söripar (a dolgozók bérére rakodó adókkal és minden egyébbel együtt) évi 4 milliárd eurós költségvetési bevételt eredményez, miközben a szektor hozzáadottérték-termelése különböző források alapján 2,95–3,2 milliárd euró.

## Sörrel kapcsolatos olasz rendezvények
Olaszországban minden évben több nagy és számos kisebb rendezvényen népszerűsítik a söröket, főként a kisebb gyártók. Ezek többsége csak egy-egy termékhez köthető, de vannak olyanok is, ahol egyszerre sok kézműves főzde bemutatkozik:
- Settimana della Birra Artigianale (A kézműves sör hete), amelynek során számos helyszínen több száz eseményre kerül sor (március eleje)[31]
- Festival delle Birre Artigianali (A kézműves sörök fesztiválja), ahol szintén több száz sör mutatkozik be évről évre (augusztus)[32]
- Fiera della Birra Artigianale (A kézműves sör ünnepe), amelyet március–áprilisban Santa Lucia di Piavéban,[33] október–novemberben Pordenonéban rendeznek meg.[34]
- Birra Expo, Piacenza (május)[35]
- Biennale della birra ad alto tasso di creatività, Velence (szeptember; két évente)[36]